# Scolopendra afer
Scolopendra afer (лат.) — вид многоножек из рода Сколопендр семейства Настоящих сколопендр. Обитает в Африке и на некоторых островах Индийского океана.

## Описание
Является крупной многоножкой, достигающей длины до 15—20 см. Цвет тела варьируется от жёлтого до тёмно-коричневого, что помогает многоножке маскироваться среди растительности и почвы.

## Распространение
Вид встречается в странах Западной и Центральной Африке, а также на островах Мадагаскар и Маврикий. Предпочитает влажные тропические леса, но может встречаться и в более засушливых местах.

## Образ жизни и поведение
Ведёт ночной образ жизни и является активным хищником. Питается мелкими животными, такими как насекомые, пауки и мелкие грызуны. Многоножка охотится, используя свои мощные клешни, через которые впрыскивает яд в добычу, парализуя её.

## Яд
Яд не смертелен для человека, однако укус может вызвать сильную боль, отёк и покраснение. В редких случаях могут возникнуть аллергические реакции.

## Классификация
Вид был впервые описан в 1878 году французским натуралистом Шарлем Брюссом. Относится к роду Scolopendra, который насчитывает более 80 видов, обитающих по всему миру.